# William MacGregor

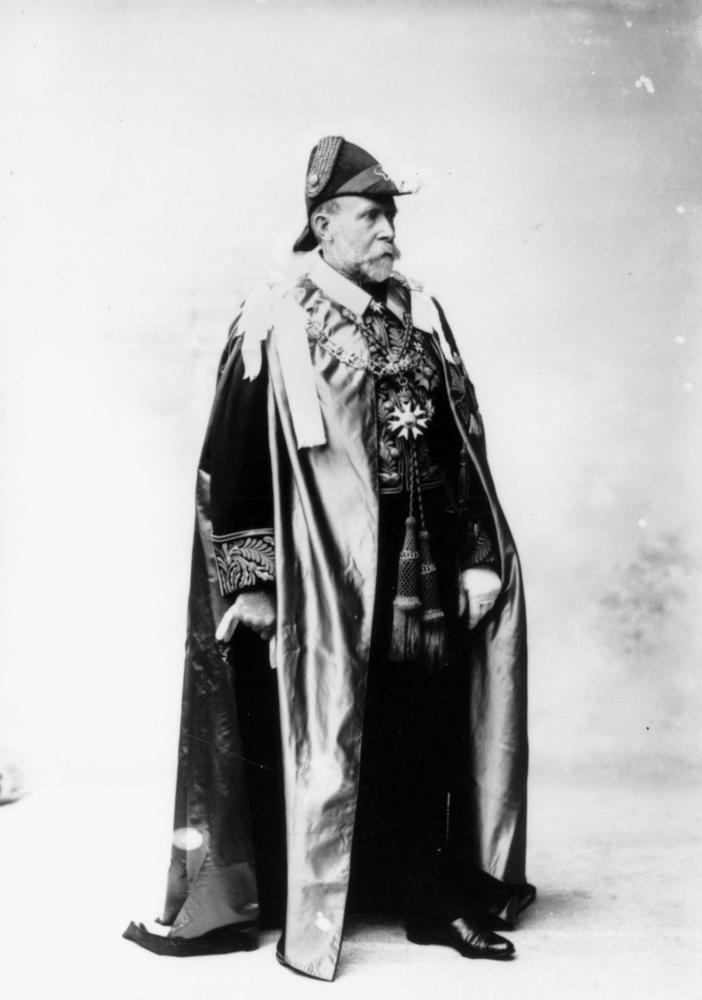
William MacGregor

Sir William MacGregor GCMG CB, PC (* 20. Oktober 1846 in Towie, Schottland; † 3. Juli 1919 in Berwickshire) war ein britisch-schottischer Arzt und Politiker.

## Leben
Er war der Sohn des Bauern John MacGregor und dessen Ehefrau Agnes, Tochter von William Smith of Pitprone. Er besuchte die Schule Tillyduke und arbeitete zunächst als Landarbeiter. Durch seinen Schuldirektor und den Landarzt, die MacGregor ob seiner Talente ermutigten, besuchte er die Aberdeen Grammar School und schrieb sich 1867 an der Universität von Aberdeen ein. 1872 bestand er das Medizin-Examen und promovierte 1874. MacGregor studierte auch am Royal College of Physicians and Surgeons of Glasgow und der Universität von Edinburgh. Danach wurde er Assistenz-Arzt an der Königlichen Nervenheilanstalt in Aberdeen.
Er heiratete 1883 Mary Jane, Tochter des Hauptmanns Cocks, und hatte mit ihr einen Sohn und drei Töchter. Der Südosten der Insel Neuguinea wurde am 6. November 1884 von Großbritannien zum Protektorat Britisch-Neuguinea (British New Guinea) erklärt und am 4. September 1888 annektiert. Erster britischer Administrator war William MacGregor. Am 2. Dezember 1909 wurde MacGregor zum Gouverneur von Queensland berufen.
Er war der Mitbegründer der Universität von Queensland und stellte dafür das Old Government House, den ersten Amtssitz der Gouverneure von Queensland, zur Verfügung. Er wurde der erste Kanzler der Universität. MacGregor war zudem Präsident der Royal Geographical Society of Queensland.
Im Jahre 1914 ging MacGregor in den Ruhestand und kehrte nach Schottland zurück. Nach einer Gallenstein-Operation starb er am 3. Juli 1919 und wurde neben seinen Eltern auf dem Friedhof seines Geburtsortes Towie begraben.
Auf seinen Antrag hin wurde der Lappenhonigfresser nach seiner Frau benannt.

## Sonstiges
Er erhielt die Ehrendoktorwürde der Universitäten von Cambridge, Aberdeen, Edinburgh und Queensland.
Zwei Vororte in Australien sind nach ihm benannt, Macgregor bei Brisbane und Macgregor bei Canberra.